# Odontestra
Odontestra là một chi bướm đêm thuộc họ Noctuidae.

## Loài
- Odontestra albivitta Hampson, 1905
- Odontestra altidudinis Laporte, 1973
- Odontestra atuntseana Draudt, 1950
- Odontestra avitta Fawcett, 1917
- Odontestra balachowskyi Laporte, 1974
- Odontestra conformis Hampson, 1918
- Odontestra ferox Berio, 1973
- Odontestra goniosema Hampson, 1913
- Odontestra malgassica Viette, 1969
- Odontestra potanini (Alphéraky, 1895)
- Odontestra pseudosubgothica Berio, 1964
- Odontestra richinii Berio, 1940
- Odontestra roseomarginata Draudt, 1950
- Odontestra simillima (Moore, 181)
- Odontestra submarginalis (Walker, 1869)
- Odontestra unguiculata Berio, 1964
- Odontestra variegata Berio, 1940
- Odontestra vitta Berio, 1974
- Odontestra vittigera (Hampson, 1902)